# 奧拉 (密歇根州)
奧拉（英語：Aura）是位於美國密歇根州巴拉加縣的一個非建制地區。

## 地理
奧拉所處的海拔為高於海平面252米（即827英呎），而該地所採用的時區為UTC-5，即北美东部時區（EST）。同時該地設有夏令時間，為UTC-5調快一小時，即UTC-4（EDT）。